# Roger Coquoin

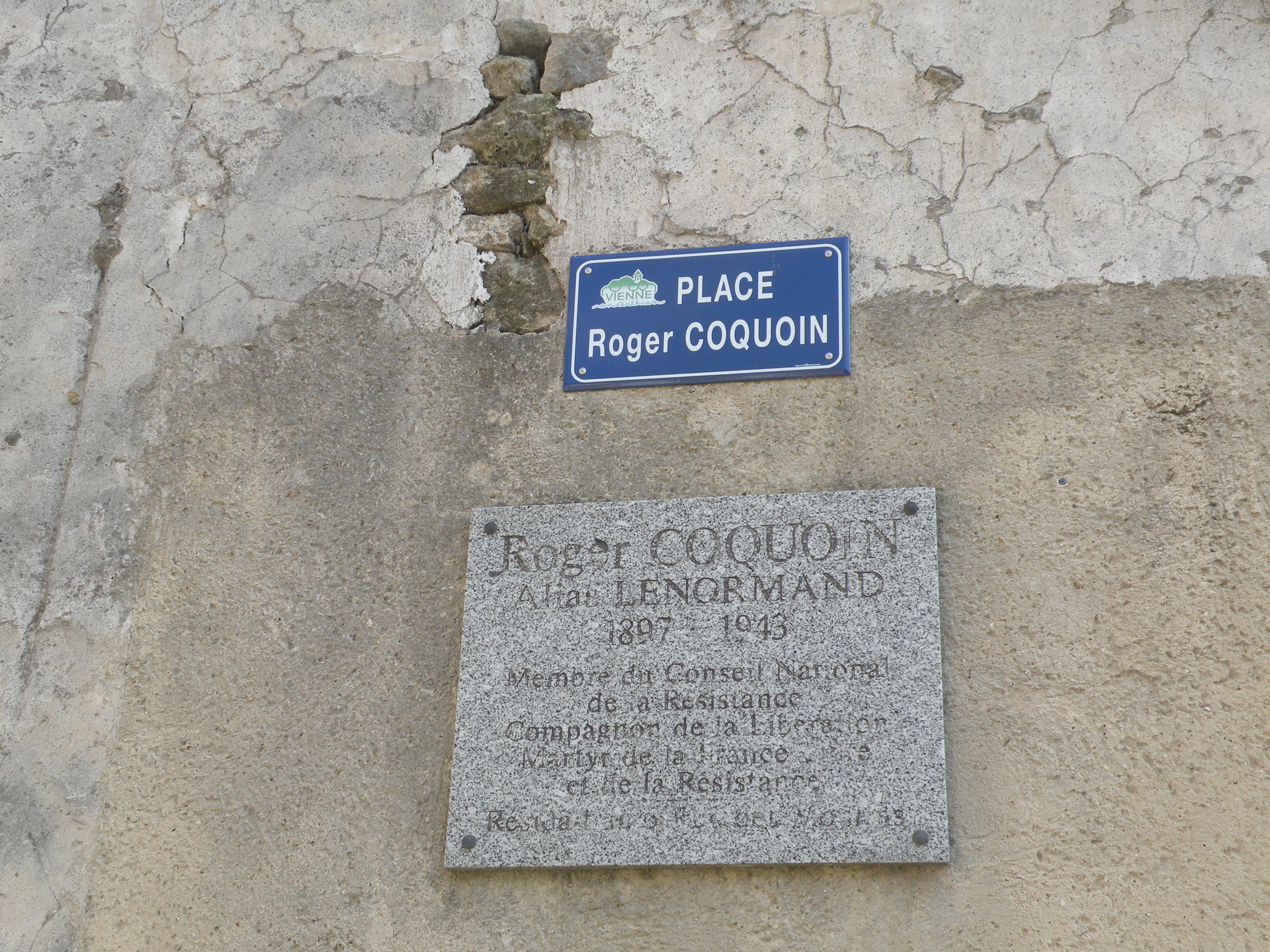
Plaque commémorative à Vienne-en-Arthies.

Roger Coquoin, dit Lenormand ou François, né le 14 mars 1897 à Gagny et tué par balles le 29 décembre 1943 dans le 16e arrondissement de Paris, est un résistant français, Compagnon de la Libération, responsable du mouvement Ceux de la Libération.

## Biographie
Roger Augustin Léon Marie Coquoin naît en 1897 à Gagny, fils d'Auguste Léon Léonor Coquoin, pharmacien, et de Hyacinthe Marie Eugénie Belin, son épouse. Il suit les traces de son père et devient chimiste. En 1929, il est chef du laboratoire de chimie de l'Académie de médecine.
Roger Coquoin rencontre Honoré d'Estienne d'Orves en janvier 1941.
Au début de l'année 1942, il rencontre Maurice Ripoche, chef du mouvement Ceux de la Libération (CDLL). Il devient dès lors un dirigeant de ce mouvement et succède à Ripoche après l'arrestation de ce dernier en mars 1943.
Il participe à la première réunion du Conseil national de la Résistance (CNR), le 27 mai 1943, rue du Four à Paris. En décembre, il tombe dans une souricière au 4, rue des Frères-Périer et est abattu en tentant de fuir. Son corps n’a pas été retrouvé. 
André Mutter lui succédera au Conseil national de la Résistance pour le groupe Ceux de la libération (CDLL). 
Roger Coquoin est Compagnon de la Libération à titre posthume par décret du 16 août 1944.

### Hommage
Le jardin Roger-Coquoin à Paris porte son nom.

## Décorations
- Chevalier de la Légion d'honneur
- Compagnon de la Libération à titre posthume par décret du 16 août 1944[3]
- Croix de guerre 1914–1918
- Croix de guerre 1939–1945
- Médaille de la Résistance française

### Sources de l'article
- Emmanuel Debono, article « Roger Coquoin », Dictionnaire historique de la Résistance, Robert Laffont, 2006, p. 395.